# هزار مني العلياء (الريف الشرقي)
هزار مني العلياء (بالفارسية: هزارمنی علیا) هي منطقة سكنية تقع في إيران في قسم الريف الشرقي الريفي. يقدر عدد سكانها بـ 95 نسمة بحسب إحصاء 2016.